# ODEE
오디(ODEE, 본명: 오동호, 1992년 8월 25일 ~ )은 대한민국의 래퍼이다.